# Hurts 2B Human
Hurts 2B Human là album phòng thu thứ tám của ca sĩ người Mĩ Pink. Nó được phát hành vào ngày 26 tháng 4 năm 2019 bởi RCA Records. "Walk Me Home" được phát hành như là đĩa đơn mở đường cho album vào ngày 20 tháng 2 năm 2019. Album bao gồm nhiều nghệ sĩ khách mời như Wrabel, Khalid, Cash Cash và Chris Stapleton.

## Quảng bá
Pink thông báo về album và đĩa đơn mở đường "Walk Me Home" trên chương trình The Ellen DeGeneres Show vào ngày 6 tháng 2 năm 2019. "Walk Me Home" được phát hành vào ngày 20 tháng 2; cùng ngày hôm đó, cô ấy biểu diễn bài hát như là một phần của bản liên khúc tại Lễ trao Giải Brit năm 2019. Pink hé lộ bìa album vào ngày 28 tháng 2 và video âm nhạc cho "Walk Me Home" được công chiếu vào ngày 21 tháng 3 năm 2019. Vào ngày 28 tháng 3, cô phát hành "Hustle" và cho phép người hâm mộ đặt hàng trước album. Vào ngày 11 tháng 4, bài hát hợp tác với Cash Cash mang tên "Can We Pretend" được phát hành như là đĩa đơn quảng bá cho album. Tháng sau, nó được phát hành như một đĩa đơn radio ở Úc. Vào ngày 22 tháng 4 năm 2019, bài hát tựa đề của album được phát hành. Cùng ngày, cô biểu diễn "Walk Me Home"  trên chương trình The Ellen DeGeneres Show. Vào ngày 26 tháng 4, cô được phỏng vấn trên chương trình Today Show.

## Đánh giá chuyên môn
Nhìn chung, Hurts 2B Human nhận được những đánh giá tích cực từ các nhà phê bình âm nhạc đương đại. Trên trang Metacritic, album đạt 71 trên 100 điểm dựa trên 8 đánh giá.
| Đánh giá chuyên môn  | Đánh giá chuyên môn |
| Điểm trung bình      | Điểm trung bình     |
| Nguồn                | Đánh giá            |
| -------------------- | ------------------- |
| Metacritic           | 71/100              |
| Nguồn đánh giá       |                     |
| Nguồn                | Đánh giá            |
| AllMusic             | [ 3 ]               |
| Entertainment Weekly | B                   |
| The Guardian         | [ 5 ]               |
| Idolator             | [ 6 ]               |
| Los Angeles Times    | [ 7 ]               |
| Rolling Stone        | [ 8 ]               |
| Slant Magazine       | [ 9 ]               |

## Diễn biến thương mại
Hurts 2B Human ra mắt ở vị trí quán quân trên bảng xếp hạng Billboard 200 của Hoa Kỳ với 115.000 bản bán ra, trong đó 95.000 bản là doanh số thuần. Nó là album quán quân thứ ba liên tiếp của Pink tại đây. Ở tuần phát hành thứ hai, album rớt xuống vị trí thứ 6 trên bảng xếp hạng, bán ra 36.000 bản.
Ở Vương quốc Anh, Hurts 2B Human đứng đầu bảng xếp hạng UK Albums Chart trong tuần đầu phát hành và trở thành album quán quân thứ ba của cô tại đó. Tuần kế tiếp, album tiếp tục giữ vị trí quán quân và được chứng nhận Bạc từ Hiệp hội Công nghiệp ghi âm Anh với 60.000 bản bán ra, trở thành album đầu tiên của cô có hơn 1 tuần đứng nhất trên bảng xếp hạng nước này.

## Danh sách bài hát
Lấy từ nguồn iTunes Store.
| STT              | Nhan đề                                      | Sáng tác                                                                               | Sản xuất                  | Thời lượng |
| ---------------- | -------------------------------------------- | -------------------------------------------------------------------------------------- | ------------------------- | ---------- |
| 1.               | "Hustle"                                     | Alecia Moore Daniel Reynolds Jorgen Odegard                                            | Odegard                   | 2:55       |
| 2.               | "(Hey Why) Miss You Sometime"                | Moore Max Martin Johan Schuster                                                        | Martin Shellback          | 3:23       |
| 3.               | "Walk Me Home"                               | Moore Scott Harris Nathaniel Ruess                                                     | Peter Thomas Kyle Moorman | 2:59       |
| 4.               | "My Attic"                                   | Julia Michaels Ilsey Juber Freddy Wexler                                               | The Struts                | 3:02       |
| 5.               | "90 Days" (featuring Wrabel)                 | Moore Stephen Wrabel Steve Robson                                                      | Wrabel Robson             | 3:50       |
| 6.               | "Hurts 2B Human" (featuring Khalid)          | Moore Khalid Robinson Friedman Teddy Geiger Alexander Izquierdo Anna-Catherine Hartley | Odegard                   | 3:22       |
| 7.               | "Can We Pretend" (featuring Cash Cash)       | Moore Ryan Tedder Jean Makhlouf Alexander Makhlouf Samuel Frisch                       | Tedder Cash Cash          | 3:44       |
| 8.               | "Courage"                                    | Moore Sia Furler Greg Kurstin                                                          | Kurstin                   | 4:19       |
| 9.               | "Happy"                                      | Moore Alexandra Yatchenko Geiger Steph Jones                                           | OzGo                      | 3:01       |
| 10.              | "We Could Have It All"                       | Moore Beck Hansen Kurstin [ 11 ]                                                       | Kurstin                   | 4:33       |
| 11.              | "Love Me Anyway" (featuring Chris Stapleton) | Moore Allen Shamblin Thomas Douglas                                                    | Pink                      | 3:08       |
| 12.              | "Circle Game"                                | Moore Kurstin                                                                          | Kurstin                   | 4:54       |
| 13.              | "The Last Song of Your Life"                 | Moore Billy Mann                                                                       | Pink Mann                 | 3:53       |
| Tổng thời lượng: | Tổng thời lượng:                             | Tổng thời lượng:                                                                       | Tổng thời lượng:          | 47:03      |

| Hurts 2B Human – bản bổ sung dành cho thị trường Nhật Bản | Hurts 2B Human – bản bổ sung dành cho thị trường Nhật Bản | Hurts 2B Human – bản bổ sung dành cho thị trường Nhật Bản | Hurts 2B Human – bản bổ sung dành cho thị trường Nhật Bản |
| STT                                                       | Nhan đề                                                   | Sáng tác                                                  | Thời lượng                                                |
| --------------------------------------------------------- | --------------------------------------------------------- | --------------------------------------------------------- | --------------------------------------------------------- |
| 14.                                                       | "More"                                                    | Moore Jetta John-Hartley busbee                           | 3:50                                                      |

## Xếp hạng
| Xếp hạng (2019)                          | Vị trí cao nhất |
| ---------------------------------------- | --------------- |
| Album Úc (ARIA)                          | 1               |
| Album Áo (Ö3 Austria)                    | 2               |
| Album Bỉ (Ultratop Vlaanderen)           | 1               |
| Album Bỉ (Ultratop Wallonie)             | 6               |
| Album Canada (Billboard)                 | 1               |
| Album Cộng hòa Séc (ČNS IFPI)            | 4               |
| Album Đan Mạch (Hitlisten)               | 16              |
| Album Hà Lan (Album Top 100)             | 1               |
| Album Phần Lan (Suomen virallinen lista) | 10              |
| French Albums (SNEP)                     | 7               |
| Album Đức (Offizielle Top 100)           | 2               |
| Album Ireland (IRMA)                     | 1               |
| Italian Albums (FIMI)                    | 28              |
| Album Nhật Bản (Oricon)                  | 54              |
| New Zealand Albums (RMNZ)                | 1               |
| Album Na Uy (VG-lista)                   | 7               |
| Album Scotland (OCC)                     | 1               |
| Slovak Albums (ČNS IFPI)                 | 12              |
| South Korean Albums (Gaon)               | 67              |
| Spanish Albums (PROMUSICAE)              | 14              |
| Swedish Albums (Sverigetopplistan)       | 11              |
| Album Thụy Sĩ (Schweizer Hitparade)      | 1               |
| Album Anh Quốc (OCC)                     | 1               |
| US Billboard 200                         | 1               |